# キリスト降架
『キリスト降架』（キリストこうか、英: The Descent from the Cross）は、イエス・キリストの降架を題材として、フランドルの画家ピーテル・パウル・ルーベンスにより1611年から1614年にかけて描かれた絵画。『十字架降架』とも。アントウェルペンにある聖母大聖堂に収蔵されている。

## 解説
中央パネル、左翼パネル、右翼パネルの3つの部分から構成される三連祭壇画であり、三面鏡のように開閉できるようになっている。中央パネルの寸法は、縦421 cm、横311 cmである。左翼パネルと右翼パネルの寸法は、ともに縦421 cm、横153 cmである。中央パネルは「キリストの十字架降架」が主題となっており、左翼パネルは「聖母マリアのエリザベト訪問」、右翼パネルは「神殿への奉献」がそれぞれ主題となっている
。
ルーベンスは、『キリスト昇架』を1611年に完成させてから、ほとんど時間が経たないうちに、『キリスト降架』の製作に取りかかっている。本作は、ルーベンスのパトロンでもあるアントウェルペンの市長、ニコラス・ロコックスの依頼により、聖母大聖堂の火縄銃手組合の礼拝堂に掲げる祭壇画として製作された。

## 絵の詳細

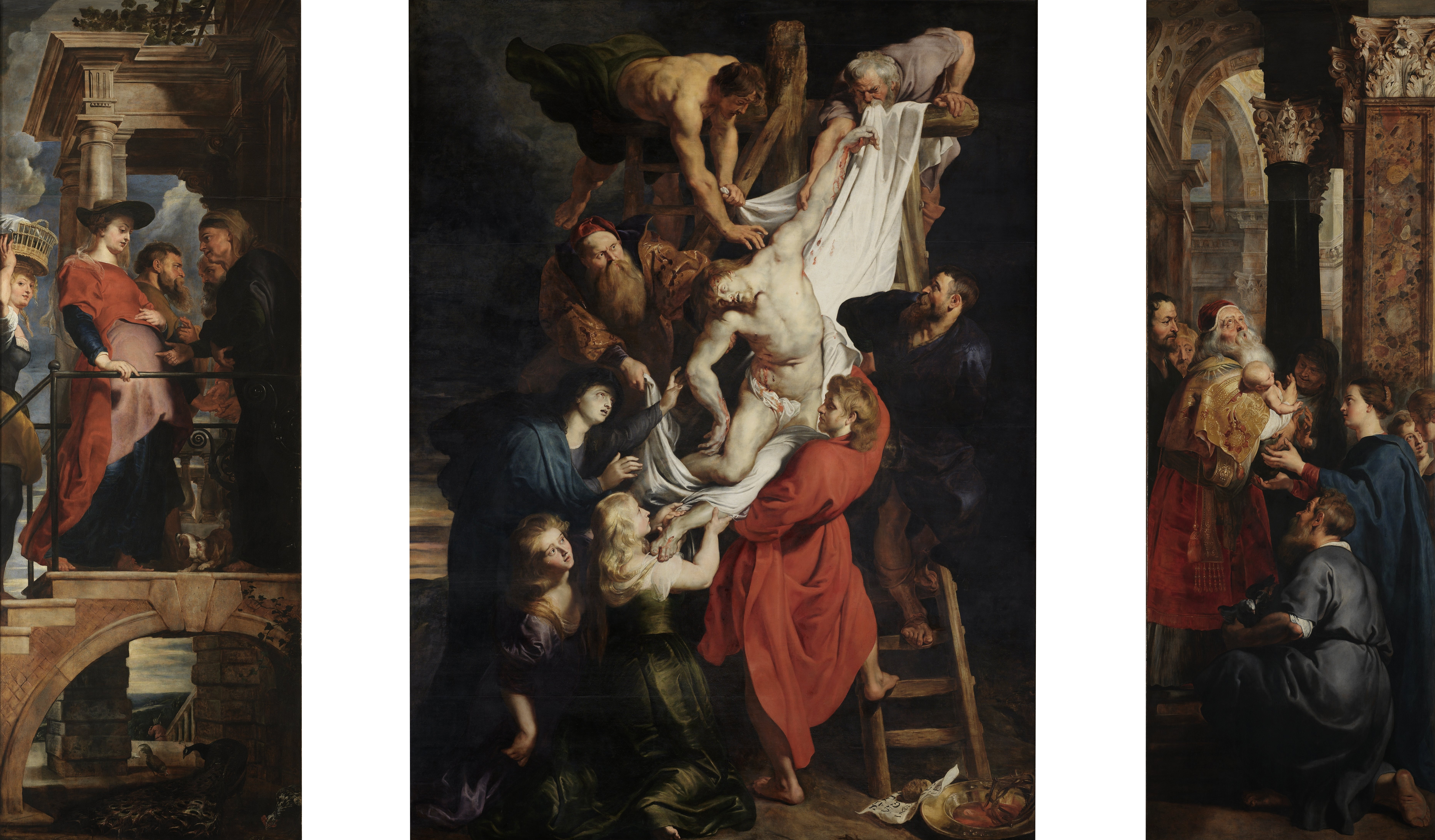
三連祭壇画『キリスト降架』

中央パネル
磔刑によって命を落としたイエス・キリストの遺骸が8人の男女によって十字架から降ろされている場面が描かれている。キリストの手や足、脇腹からは、血が滴り落ちている。最上部に描かれた2人は、無名の人物である。彼らのうち、白い布を左手で握っている人物の下、キリストの左側に描かれた男性は、アリマタヤのヨセフであり、彼は長いひげを生やしている。白い布を口でくわえている人物の下、キリストの右側に描かれた男性は、ユダヤ人の学者であるニコデモである。
アリマタヤのヨセフのすぐ下で、悲痛な表情でキリストのほうに腕を伸ばしている女性は、聖母マリアであり、彼女は青い衣装を身にまとっている。キリストのすぐ下で彼を受け止めている男性は、キリストの弟子のヨハネであり、彼は赤い衣服を身にまとっている。キリストの左足を支えているのは、マグダラのマリアであり、彼女の背後にいるのは、クロパの妻マリアである。

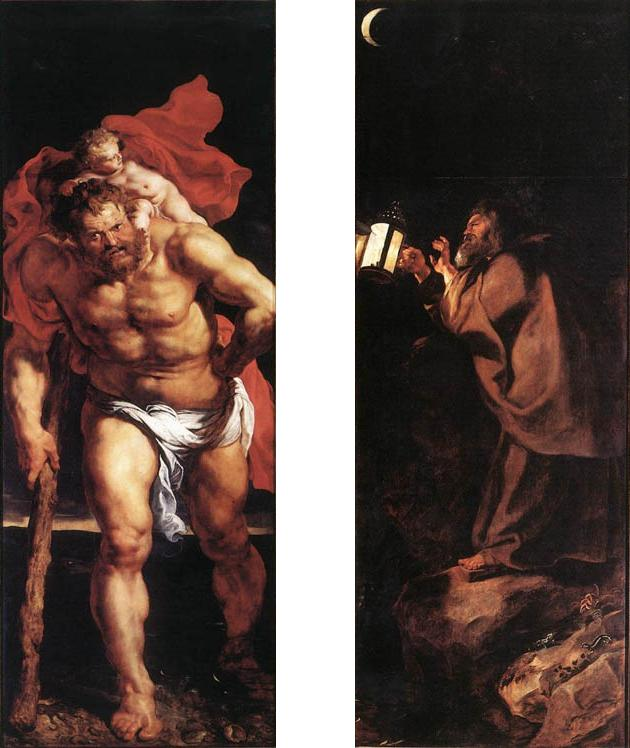
左・右翼パネルの裏側

左翼パネル
左翼パネルには、キリストを身ごもっているためにお腹を大きく膨らませている、赤い衣装の聖母マリアが、親類で洗礼者ヨハネを身ごもっているエリザベトを訪問している場面が描かれている。マリアの夫であるヨセフと、エリザベトの夫であるザカリアが彼女らの後方に描かれている。
左翼パネルの裏側には、屈強な身体つきをした男性が、木の棒を手にして進んでいる姿が描かれている。彼は、キリスト教の伝説的な聖人であるクリストフォロスであり、彼に背負われているのはキリストである。クリストフォロスは、アントウェルペンの火縄銃手組合の守護聖人であった。
右翼パネル
右翼パネルには、赤い服を身につけた抱神者シメオンが、まだ幼いキリストを聖母マリアから受け取って抱いている場面が描かれている。画面手前では、ヨセフがひざまずいてシメオンを見上げながら、2羽のハトを抱いている。
右翼パネルの裏側には、細い月が昇っている夜空の下に広がる暗闇の中で、1人の隠者がランプを使って道を照らしている様子が描かれている。

## 関連する作品

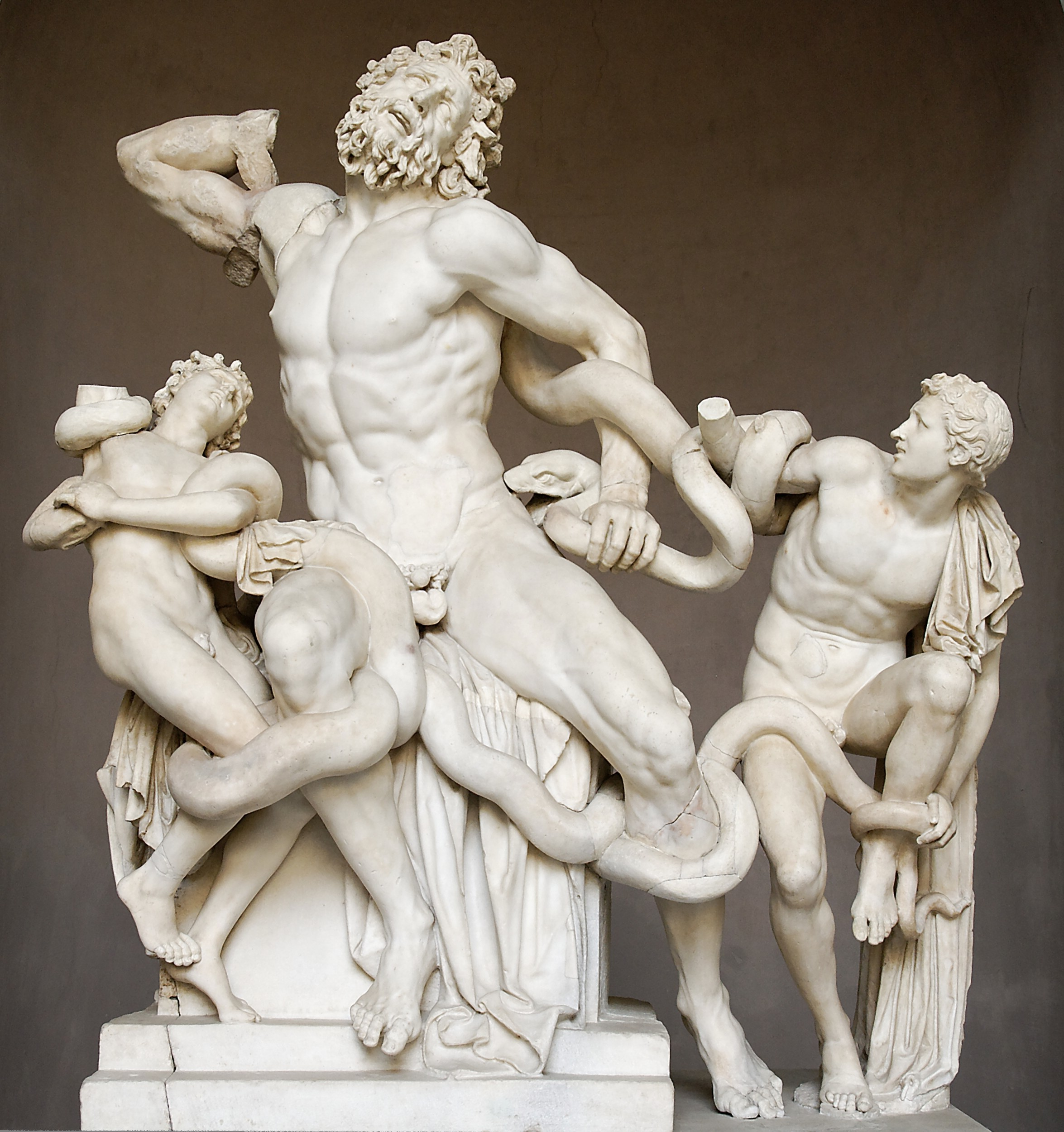
『ラオコーン像』

本作におけるキリストのポーズについては、古代彫刻『ラオコーン』の影響を色濃く受けているとされる。
イギリスの小説家ウィーダによる児童文学『フランダースの犬』では、主人公の少年ネロが『キリスト昇架』と『キリスト降架』をずっと鑑賞したいと思い続け、ついに目にするが、その後間もなく愛犬のパトラッシュとともに息を引きとる。